# クリストバル・パラーロ
クリストバル・パラーロ・アギレラ（Cristóbal Parralo Aguilera、1967年8月21日 - ）は、スペイン・アンダルシア州プリエゴ・デ・コルドバ出身の元サッカー選手、現サッカー指導者。現役時代のポジションはDF。元スペイン代表。2021年よりラシン・フェロルの監督を務める。

## 選手経歴

### クラブ
FCバルセロナのカンテラであるラ・マシア出身。１987-88シーズン、バルセロナのトップチームデビューを果たすと、デビューシーズンにしてリーグ戦20試合に出場し、2得点を挙げた。また、このシーズンにはキャリア初となるタイトルをコパ・デル・レイ優勝によって獲得した。1989年にはバルセロナを退団してCDログロニェスへと移籍するが、2シーズン後にバルセロナへと帰還した。1991-92シーズンのバルセロナは、ヨハン・クライフ監督の下、UEFAチャンピオンズリーグ、ラ・リーガ、スーペルコパ・デ・エスパーニャの3冠を達成するが、クリストバルの出場機会はリーグ戦11試合のみだった。1シーズンで再びバルセロナを退団すると、1995年にレアル・オビエドを経てRCDエスパニョールへと加入した。エスパニョールでは、在籍6シーズンで公式戦257試合に出場し、4得点を挙げた。
2001年、キャリア晩年に差し掛かっていた34歳で渡仏し、パリ・サンジェルマンFCに移籍した。2シーズン在籍して2003年に現役を引退した。

### 代表
1991年9月4日、ウルグアイ代表との親善試合でスペイン代表初キャップを刻んだ。また、2年後の1993年2月24日のリトアニア代表戦ではA代表初得点も挙げた。

## 指導者経歴
現役引退後、古巣RCDエスパニョールでディレクター職を務めた後、2008年にキケ・サンチェス・フローレスのアシスタントコーチとしてSLベンフィカに移った。
2017年10月24日、解任されたペペ・メル監督の後任として、Bチームからデポルティーボ・ラ・コルーニャのトップチームの暫定監督に就任した。就任から3ヶ月後の2018年2月4日、直近3試合で14得点を許す失態や低調な成績も原因で解任された。
2018年6月19日、セグンダ・ディビシオンのADアルコルコンと2年契約を結んだが、2019年7月1日にデポルティーボ時代と同じく解任された。
2019年11月11日、成績不振で首を切られたイバン・アニアの代役に抜擢され、セグンダのラシン・サンタンデールの監督となった。しかし、就任後11試合で1勝しか挙げられず、クラブもリーグ最下位に沈んだことで、2020年2月4日に監督から退任した。
2021年2月10日、ラシン・フェロルの監督に就任。

## 監督成績
2021年7月1日現在
| クラブ                          | 就任日         | 退任日         | 成績 | 成績 | 成績 | 成績 | 成績   |
| クラブ                          | 就任日         | 退任日         | 試   | 勝   | 分   | 負   | 勝率   |
| ------------------------------- | -------------- | -------------- | ---- | ---- | ---- | ---- | ------ |
| ペーニャ・デポルティーバ        | 2009年2月11日  | 2009年6月25日  | 14   | 3    | 3    | 8    | 021.43 |
| ジローナ                        | 2009年6月25日  | 2009年10月26日 | 11   | 2    | 4    | 5    | 018.18 |
| ダム                            | 2012年10月11日 | 2016年6月27日  | 118  | 68   | 23   | 27   | 057.63 |
| デポルティーボ・ラ・コルーニャB | 2016年6月27日  | 2017年10月24日 | 50   | 34   | 8    | 8    | 068.00 |
| デポルティーボ・ラ・コルーニャ  | 2017年10月24日 | 2018年2月4日   | 15   | 3    | 3    | 9    | 020.00 |
| アルコルコン                    | 2018年6月19日  | 2019年7月1日   | 44   | 15   | 10   | 19   | 034.09 |
| ラシン・サンタンデール          | 2019年11月11日 | 2020年2月4日   | 12   | 1    | 6    | 5    | 008.33 |
| ラシン・フェロル                | 2021年2月10日  |                | 12   | 7    | 3    | 2    | 058.33 |
| 通算成績                        | 通算成績       | 通算成績       | 276  | 133  | 60   | 83   | 048.19 |

## タイトル

### クラブ
FCバルセロナ
- ラ・リーガ : 1回 (1991-92)
- コパ・デル・レイ : 1回 (1987-88)
- UEFAチャンピオンズカップ : 1回 (1991-92)
- スーペルコパ・デ・エスパーニャ : 1回 (1991-92)
- UEFAカップウィナーズカップ : 1回 (1988-89)

RCDエスパニョール
- コパ・デル・レイ : 1回 (1999-00)

パリ・サンジェルマンFC
- UEFAインタートトカップ : 1回 (2001-02)